# Waru
Waru (en japonés: 悪 WARU, WARU?) es una película japonesa de acción dirigida por Takashi Miike en 2006, que adaptada un manga creado por Hisao Maki e ilustrado por Joya Kagemaru.
Cuenta con una secuela llamada: Waru: kanketsu-hen, que fue lanzada directamente en vídeo en agosto de 2006, también dirigida por Takashi Miike.

## Argumento
Yoji Himuro es un maestro espadachín sin igual, que es encarcelado por comportamiento violento tras participar en una pelea con un grupo de matones. Durante su estancia en prisión conoce a Juro Sarashina, con quien forma un fuerte vínculo de amistad y, a petición de él, se une a una asociación con el objetivo de castigar el mal que impera a la sombra de la sociedad. El detective Hyokichi Sakuragi, observa cada movimiento de Himuro y descubre lo que está tramando. Sin embargo, las acciones de los protagonistas destruyen la principal fuente de ingresos de la yakuza, esto les pondrán en peligro y terminarán poniendo precio a sus cabezas. Ambos hombres arriesgaran sus vidas para proteger a sus seres queridos.

## Reparto
| Actor                   | Papel                     |
| ----------------------- | ------------------------- |
| Show Aikawa             | Yoji Himuro               |
| Hisao Maki              | Juro Sarashina            |
| Yoshihiko Hakamada      | Genji                     |
| Nagare Hagiwara         | Luo                       |
| Kimika Yoshino          | Chica descalza encadenada |
| Ryo Ishibashi           | Sakuragi                  |
| Hikaru Kawamura         |                           |
| Shion Machida           |                           |
| Hideki Sone (Yûta Sone) |                           |
| Kōki Okada              |                           |
| Rei Okazaki             |                           |
| Akira Maeda             |                           |
| Satoru sayama           |                           |
| Atsuko Sakuraba         |                           |
| Kazuya Nakayama         |                           |
| Hitoshi Ozawa           |                           |
| Keiko Matsuzaka         | Reiko Misugi              |
| Tamio Kawachi           |                           |

## Lanzamiento y producción
"WARU" es una película japonesa estrenada el 25 de febrero de 2006, y sirvió para conmemorar el 45 aniversario del escritor Hisao Maki. Se realizó una adaptación cinematográfica de su popular novela gráfica "Waru Final Chapter". La serie "Waru" es una popular novela gráfica que se ha estado escribiendo durante casi 36 años.Comenzó a publicarse en la revista semanal Shūkan Shōnen Magazine de Kodansha en 1970, y terminó siendo un manga de larga tirada con varias secuelas que se fueron publicando como: "Shinsho Waru (新書ワル)" en Akita Shoten,como "Waru Seiden (ワル正伝)" en Likura Shobo y como "Waru Final Chapter (ワル最終章)" en Core Magazine.
Se han realizado un total de 12 películas sobre Waru desde 1973, con diferentes directores y protagonistas.
El director Takashi Miike, que ya ha trabajado en otras ocasiones con Hisao Maki, realiza esta película con Show Aikawa como protagonista, en el papel de Yoji Himuro. El aliado de Himuro, Juro Sarashina, será interpretado por Hisao Maki, el autor de esta obra. Fue una película de gran éxito en Japón que duró más de dos horas (123 min.) cuando se estrenó en los cines, pero que luego se dividió en dos partes: "Waru (悪 WARU)" y "Waru: kanketsu-hen (悪 WARU 完結編)".

Waru (悪 WARU) fue lanzada en DVD en 2006 por GP Museum Soft en Japón, y cuenta con una entrevista especial a Takashi Miike, Show Aikawa y Hisao Maki. 

## Recepción
Panos Kotzathanasis en una reseña para Asian Movie Pulse, escribió: «Miike dirige una película que, nuevamente, parece un collage de diferentes géneros, elementos y homenajes cinematográficos, con el protagonista muy parecido a Ogami Itto. Pero no hay mucho más que decir, “Waru” es una de las peores películas que Miike haya dirigido». 